# Melvin Metcalfe Sr.
Melvin Metcalfe Sr. (Nova Iorque, 1 de novembro de 1911 — Los Angeles, 11 de maio de 1977) é um sonoplasta estadunidense. Venceu o Oscar de melhor mixagem de som na edição de 1975 por Earthquake, ao lado de Ronald Pierce.